# Jaroměřice nad Rokytnou
Jaroměřice nad Rokytnou (deutsch: Jarmeritz) ist eine Stadt in Tschechien. Sie liegt 14 Kilometer südlich von Třebíč und gehört zum Okres Třebíč. Das Stadtbild der mährischen Barockstadt wird durch das Schloss und die Kirche St. Margarethen geprägt.

## Geographie

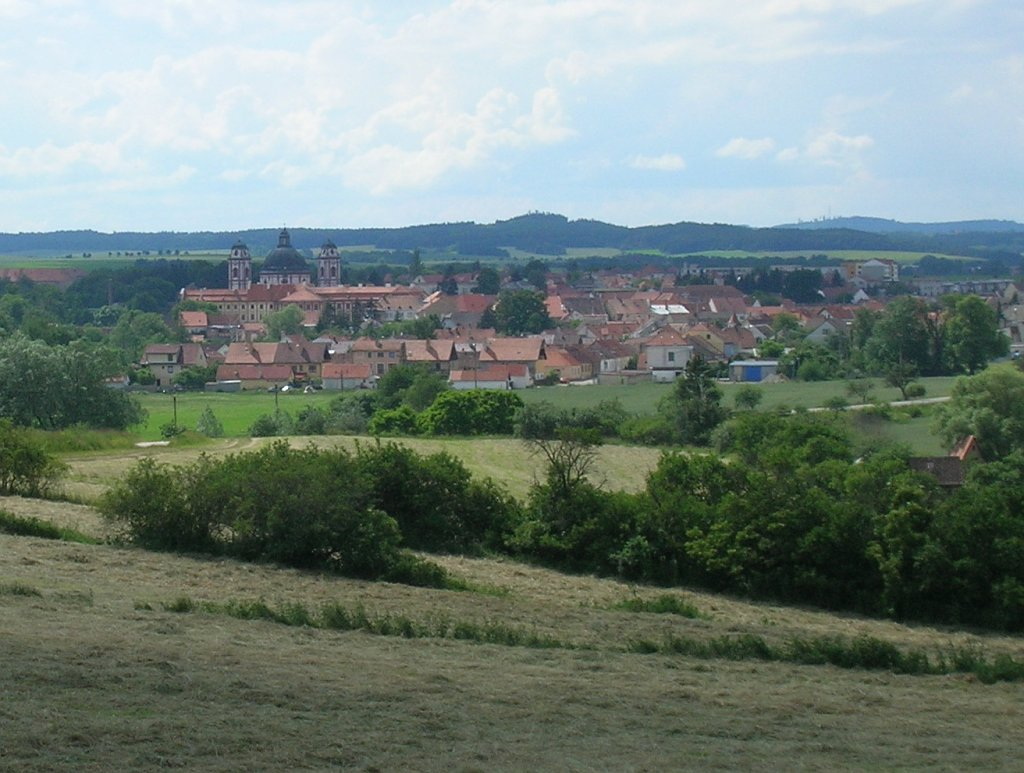
Blick auf die Stadt vom Žabík

Jaroměřice nad Rokytnou befindet sich in der Jevišovická pahorkatina (Jaispitzer Hügelland) im südlichen Teil der Böhmisch-Mährischen Höhe. Die Stadt liegt in der Talmulde der Rokytná an der Einmündung der Rokytka und Štěpánovický potok. Nördlich liegen die Teiche Troubský rybník und Vlčák. Im Nordosten erhebt sich der Ve Žlebě (468 m), östlich der Žabík (474 m) und die Stříbrná hora (531 m). Westlich der Stadt verläuft die Bahnstrecke Znojmo–Kolín, der Bahnhof „Jaroměřice nad Rokytnou“ befindet sich im zwei Kilometer entfernten Dorf Popovice.
Nachbarorte sind Štěpánovice im Norden, Boňov und Příložany im Nordosten, Myslibořice, Udeřice und Radkovice u Hrotovic im Osten, Příštpo im Südosten, Ohrazenice und Blatnice im Süden, Bohušice im Südwesten, Popovice im Westen sowie Lesůňky und Vacenovice im Nordwesten.

## Geschichte
Alten Überlieferungen zufolge soll Jaroměřice im Jahre 1131 gegründet worden sein. Erstmals schriftlich nachweisbar ist Jermiric seit dem Jahre 1325, als Johann von Luxemburg das Patronat über die Kirche dem Kloster Sedlec übertrug. Besitzer des Dorfes Jermiric war zu dieser Zeit Raimund von Lichtenburg auf Bítov. Seit dem 14. Jahrhundert ist auch eine Feste in Jermiric nachweisbar. Zu Beginn des 15. Jahrhunderts erlangte Jermiric Marktrechte. 1498 belehnte Wladislaw Jagiello Wenzel von Ludanitz mit Jermiric. 1522 kaufte Johann von Pernstein die Herrschaft. Im Jahre 1554 entstand eine Gemeinde der Böhmischen Brüder. Nachfolgende Besitzer waren ab 1534 die Meziříčský von Lomnice und ab 1613 Georg von Rechenberg auf Želetice. Dessen Güter wurden nach der Schlacht am Weißen Berg konfisziert und 1623 an Gerhard von Questenberg verkauft. Ihm folgten ab 1661 Johann Anton von Questenberg und ab 1686 Johann Adam von Questenberg. Dieser ließ Jarmeritz barock umgestalten. Unter den Freiherren von Questenberg wurde Jarmeritz zur Stadt erhoben. Jarmeritz war ein kulturelles Zentrum, es entstand unter anderem ein Schlossorchester. Im Jahre 1752 erwarben die Herren von Kaunitz die Herrschaft. Sie waren bis zur Mitte des 19. Jahrhunderts Grundherren und besaßen das Schloss bis 1897.
Nach der Aufhebung der Patrimonialherrschaften bildete Jaroměřice ab 1850 eine politische Gemeinde und den Sitz eines Gerichtsbezirkes im Bezirk Znaim. Zu dieser Zeit hatte der Markt 2332 Einwohner. 1871 wurde bei Popowitz die Eisenbahnstrecke in Betrieb genommen. Nach Beendigung eines langen Erbstreites ging das Schloss 1897 an Rudolf Christen von Würben und Freudenthal über, ab 1927 gehörte es ihm gemeinschaftlich mit seiner Frau Elvira von Bayern. 1899 wurde eine neue Schule eingeweiht. Im Jahre 1900 lebten in Jarmeritz 2781 Menschen. Seit 1924 führt die Stadt den Namen Jaroměřice nad Rokytnou. Nach der deutschen Besetzung wurde der Großgrundbesitz beschlagnahmt und 1943 auf den Jarmeritzer Gütern eine Reichsbahnschule eingerichtet. Am 8. Mai 1945 besetzte die Rote Armee den Ort. Nach der Niederschlagung des Prager Frühlings rückten am 26. August 1968 bulgarische Truppen über Jaroměřice nad Rokytnou nach Moravské Budějovice vor. Seit 2000 führt die Stadt ein Wappen.

## Ortsgliederung
Die Stadt Jaroměřice nad Rokytnou besteht aus den Ortsteilen Boňov (Boniau), Jaroměřice nad Rokytnou (Jarmeritz), Ohrazenice (Wohrasenitz), Popovice (Popowitz), Příložany (Pschiloschan), Ratibořice (Ratiboritz) und Vacenovice (Watzanowitz).

## Sehenswürdigkeiten

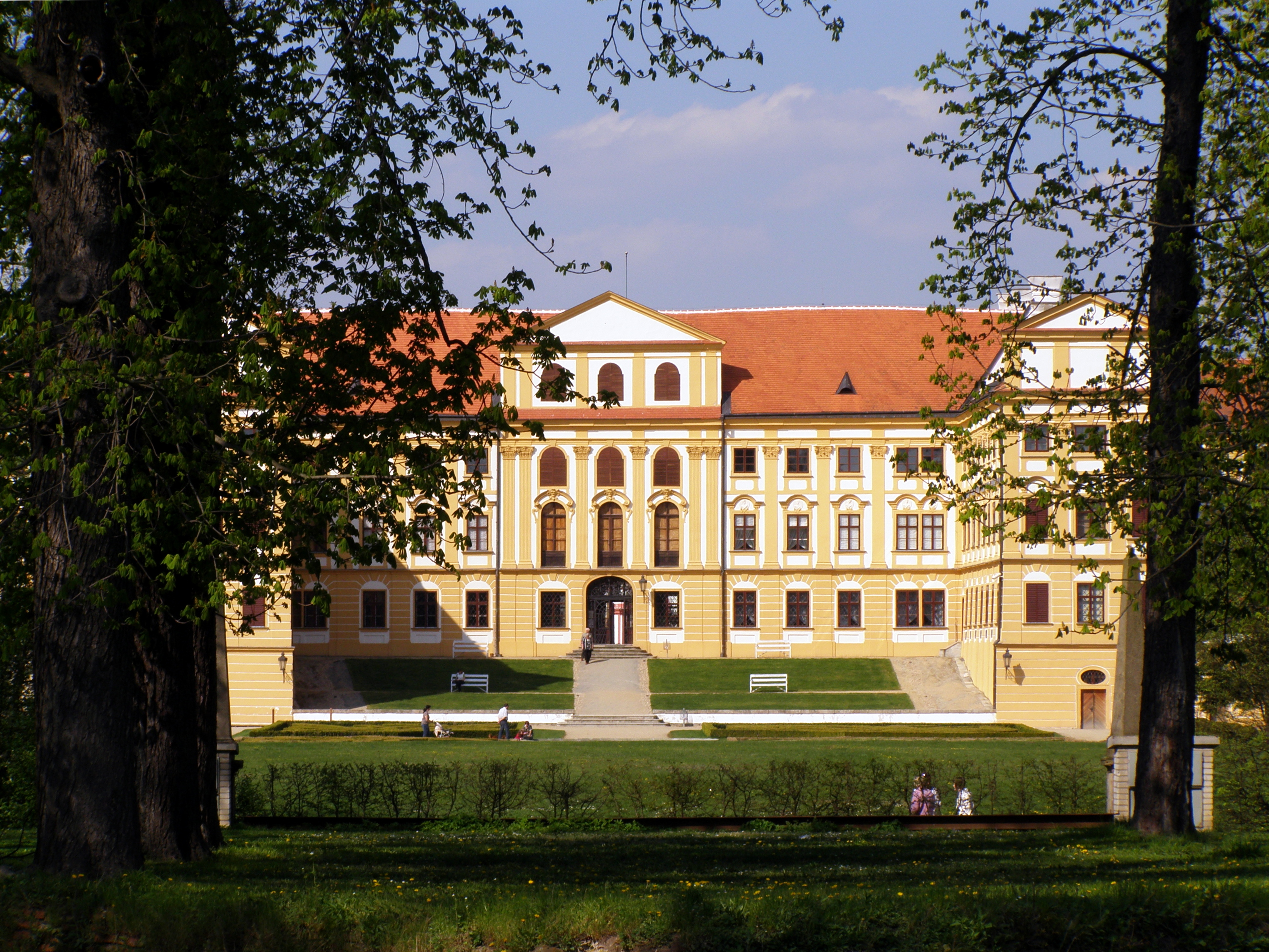
Schloss Jaroměřice nad Rokytnou

- Schloss Jaroměřice nad Rokytnou, die aus dem 14. Jahrhundert stammende Feste wurde in den 1560er Jahren unter Ludwig von Meziříčí zu einem Renaissanceschloss umgestaltet. Johann Adam von Questenberg ließ zwischen 1700 und 1737 das heutige Barockschloss errichten. Es ist nicht gesichert, wer die Pläne dazu lieferte, es wird davon ausgegangen, dass sie von Jakob Prandtauer oder Johann Lucas von Hildebrandt, möglicherweise auch von Thomas Gravani stammen könnten.
- Schlosspark, 1716 angelegt
- barocke Kirche St. Margarethen, erbaut 1737, seit 2002 Nationales Kulturdenkmal. Der Baumeister ist nicht sicher feststellbar. Wahrscheinlich ist es derselbe, der auch die Pläne zum Schloss lieferte.
- ehemaliges Hauptheeresarsenal, erbaut 1642–1648
- Spital und Katharinenkapelle, erbaut 1672–1673
- Kapelle des hl. Josef, errichtet 1701
- Servitenkloster, errichtet 1669–1679, 1785 aufgehoben
- Reste des Kreuzganges der Loretto-Kapelle, erbaut 1668–1673
- Dreifaltigkeitssäule, aus dem Jahre 1716
- dörfliche Denkmalszone in Boňov

Sehenswürdigkeiten
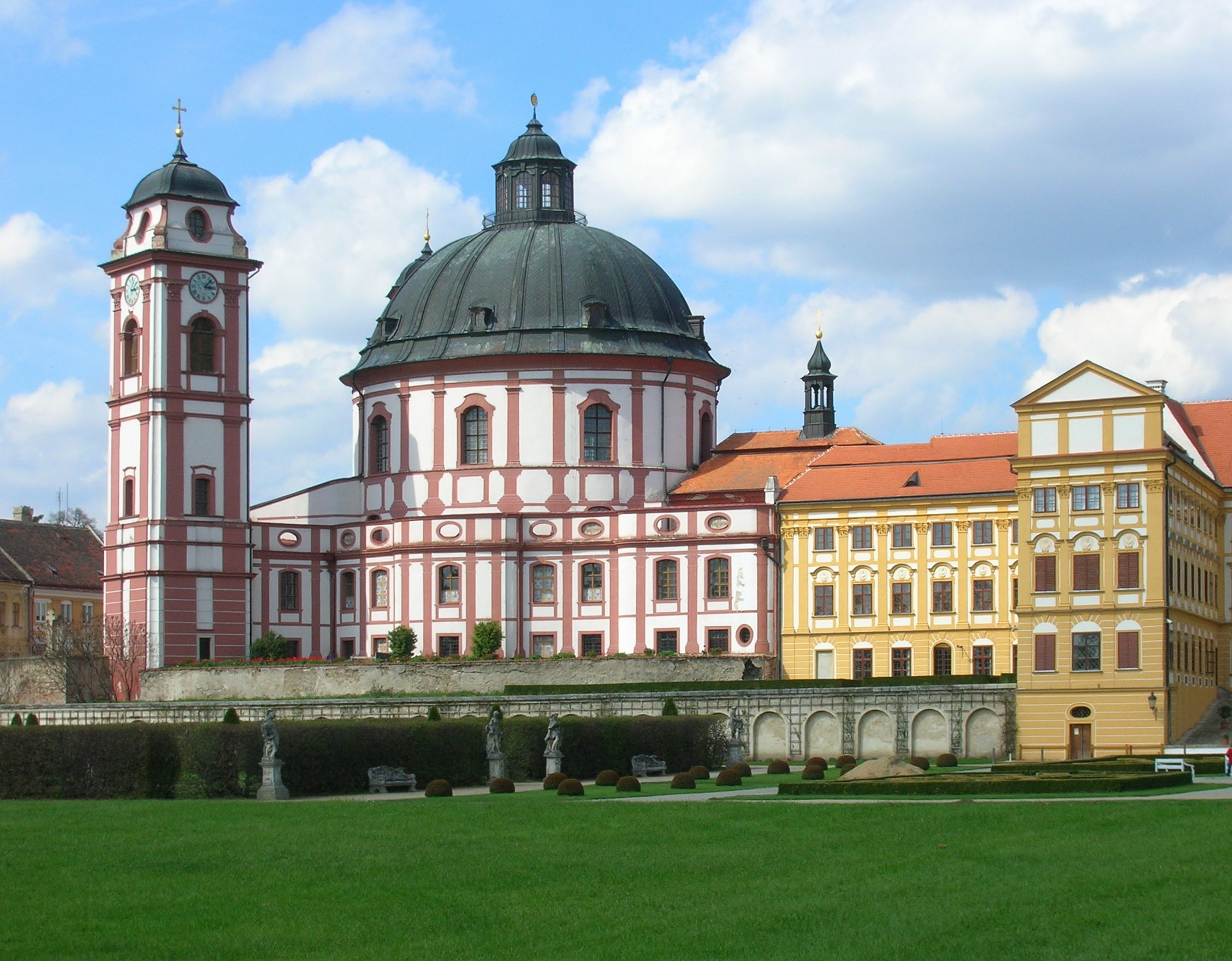
Kirche St. Margarethen mit Schlossgarten
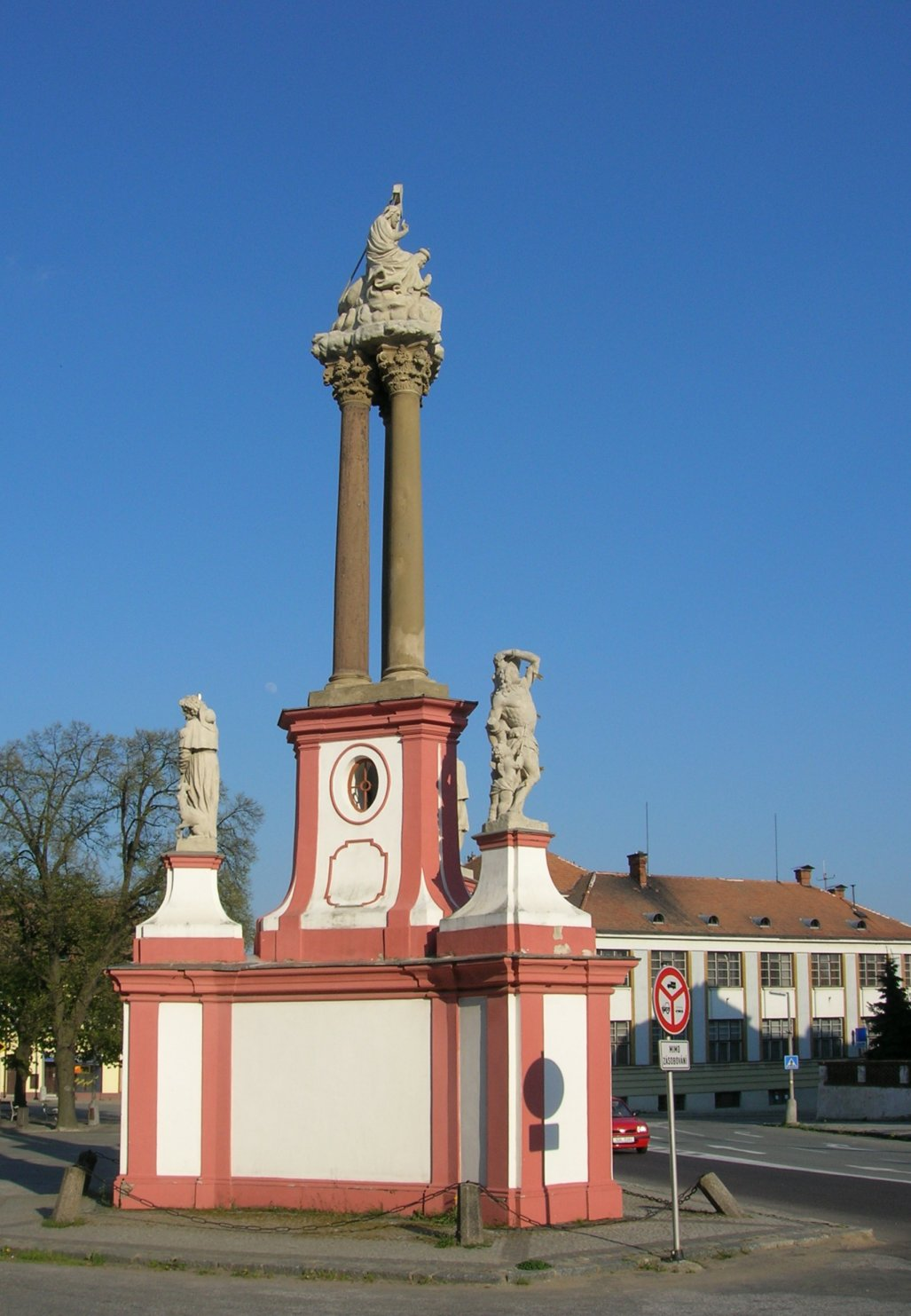
Dreifaltigkeitssäule
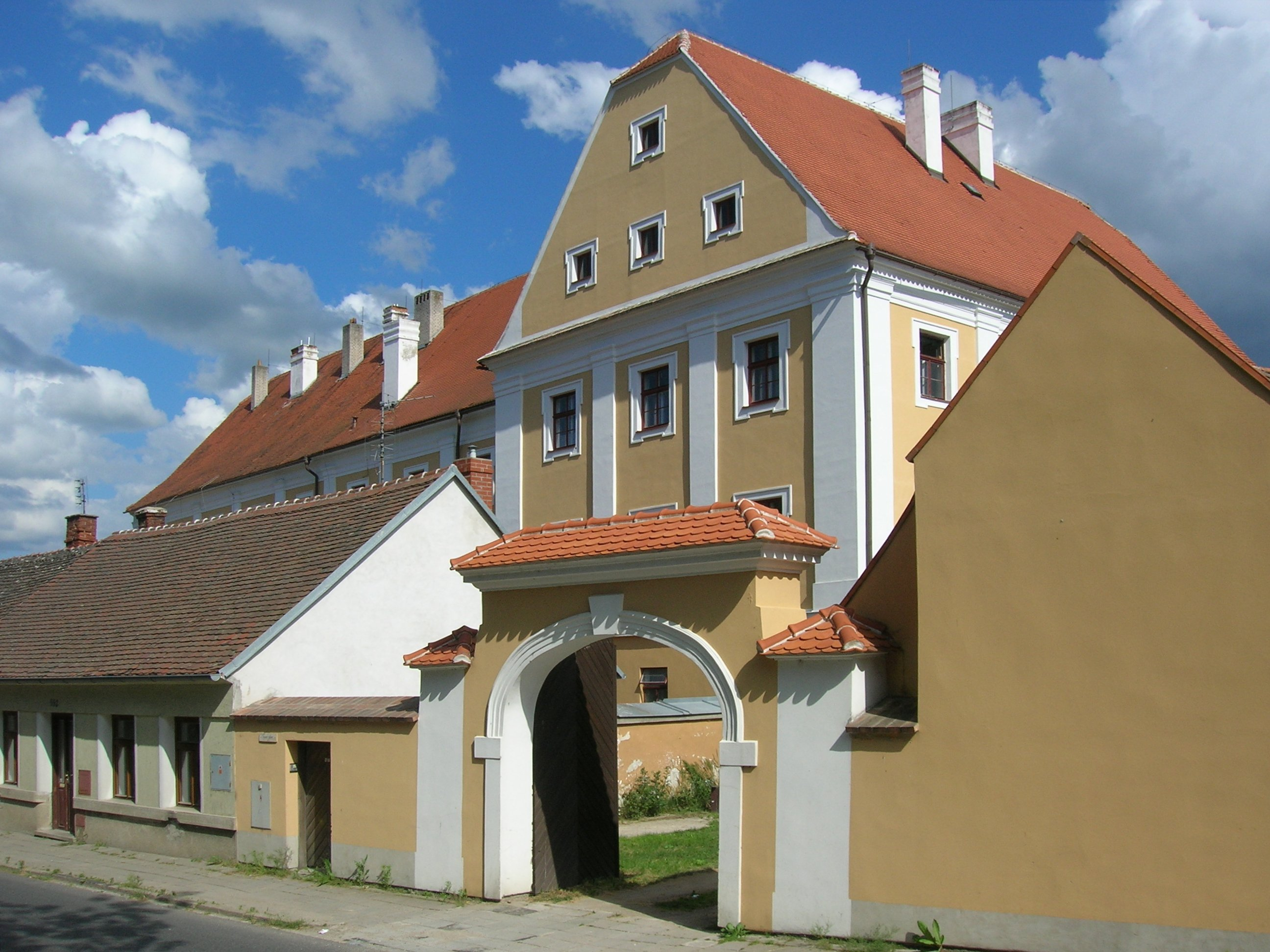
Servitenkloster
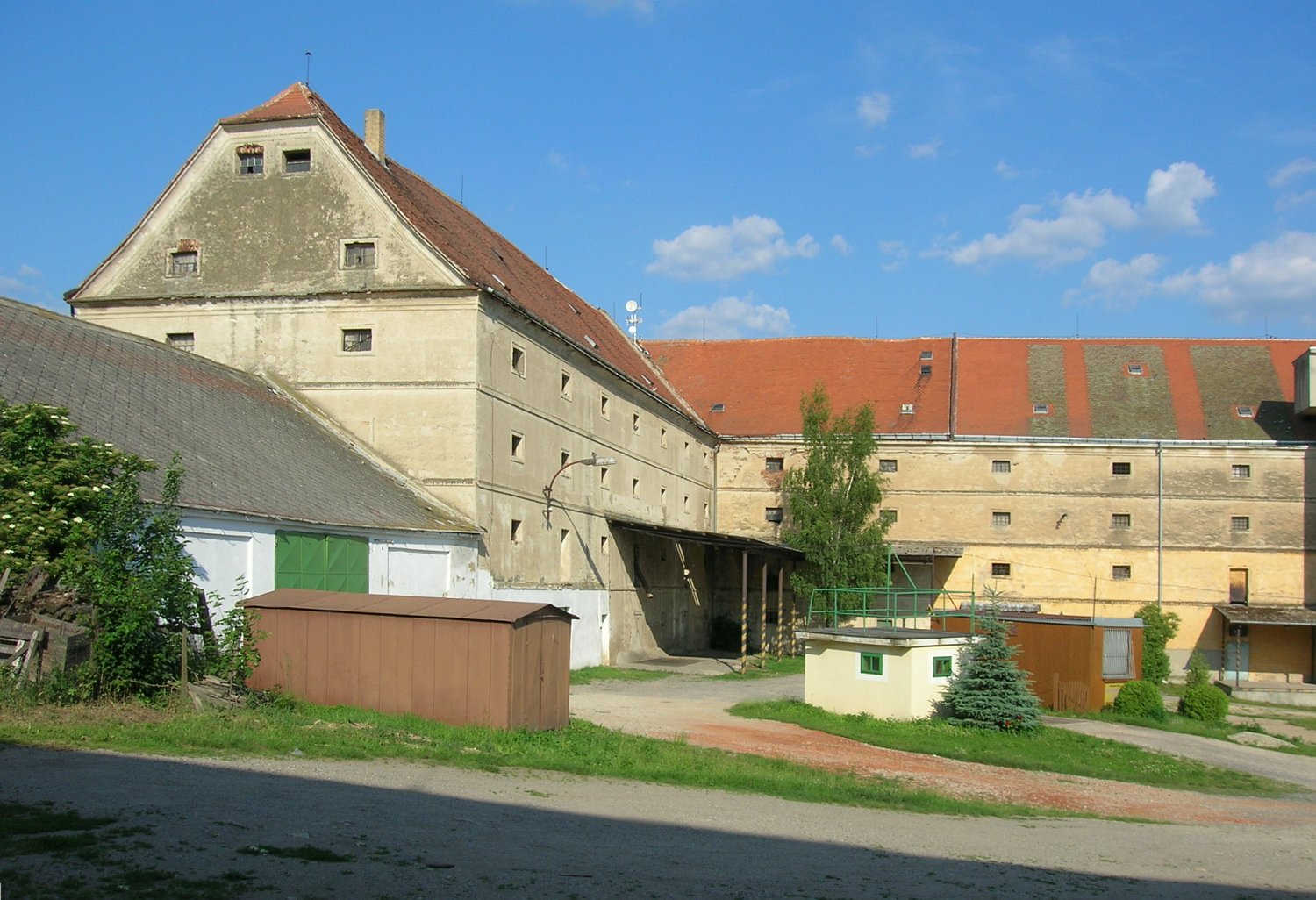
Hauptheeresarsenal
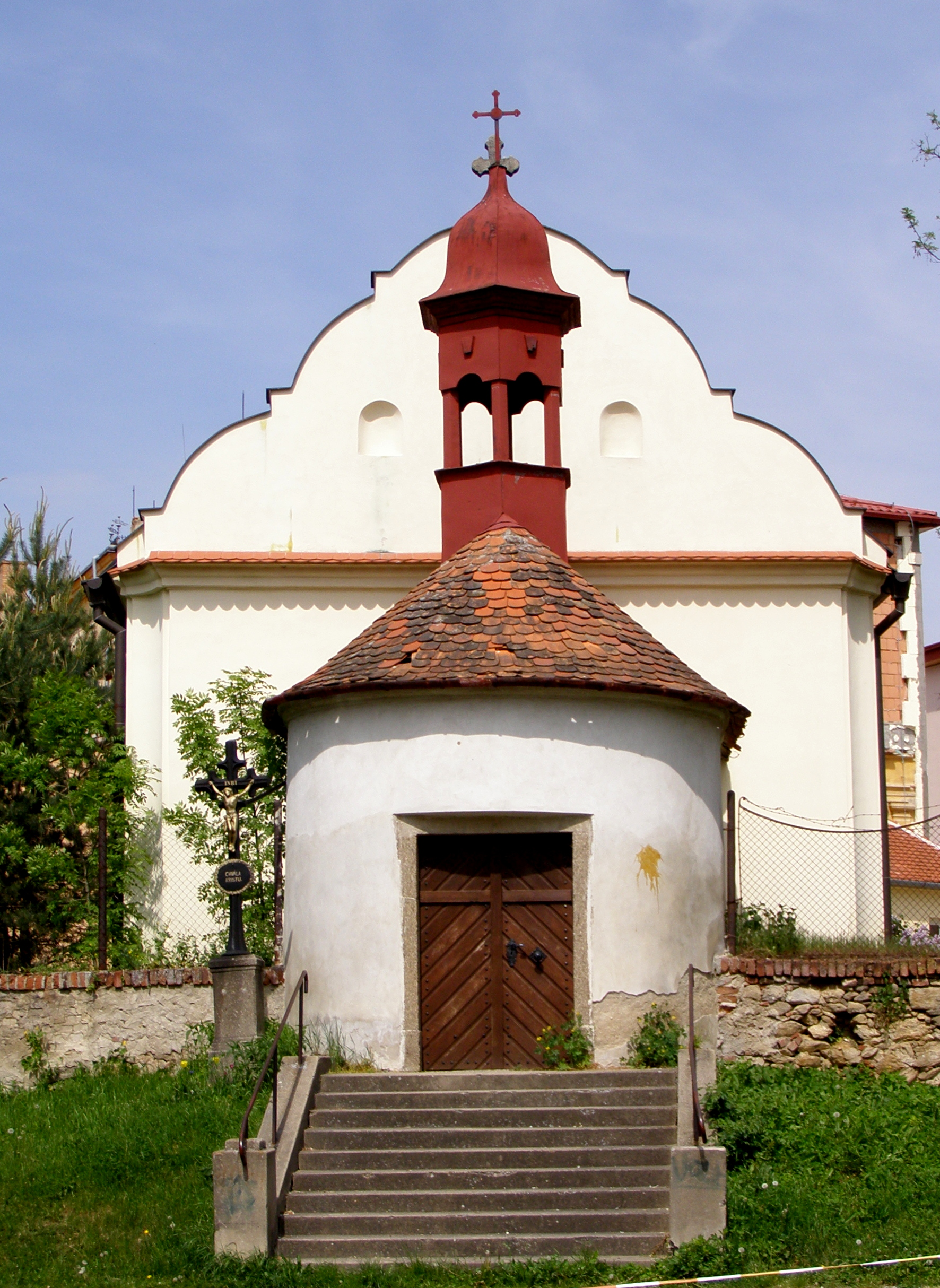
Kapelle St. Josef

## Persönlichkeiten

### Söhne und Töchter der Stadt
- František Adam Míča (1746–1811), Komponist

### In Jaroměřice nad Rokytnou lebten und wirkten
- František Antonín Míča (1696–1744), der Komponist wirkte ab 1722 als Kapellmeister der Freiherren von Questenberg
- Otokar Březina (1868–1929), der Dichter lebte ab 1901 in Jarmeritz